# Кильтява
Кильтява (укр. Кільтява; до 2024 года — Пестеля) — посёлок, входит в Тульчинский район Винницкой области Украины.
Население по переписи 2001 года составляло 85 человек. Почтовый индекс — 23643. Телефонный код — 4335. Занимает площадь 0,265 км². Код КОАТУУ — 524385402.
До сентября 2024 г. — посёлок Пестеля.

## Местный совет
23643, Вінницька обл., Тульчинський р-н, с. Подільське, вул. Леніна, 23